# Dipturus stenorhynchus
Dipturus stenorhynchus  (лат.) — вид хрящевых рыб семейства ромбовых скатов отряда скатообразных. Обитают в юго-восточной части Атлантического и западной части Индийского океана. Встречаются на глубине до 761 м. Их крупные, уплощённые грудные плавники образуют диск в виде ромба со удлинённым и заострённым рылом. Максимальная зарегистрированная длина 90 см.

## Таксономия
Впервые вид был научно описан в 1967 году как Raja stenorhynchus. Голотип представляет собой самку длиной 90,4 см, с диском шириной 59,5 см, массой 2.72 кг, пойманную в водах ЮАР (22°25′ ю. ш. 35°54′ в. д.), ЮАР, на глубине 740 м. Видовой эпитет происходит от слов др.-греч. στενός — «узкий»и греч. ρύγχος — «рыло». 

## Ареал
Эти батидемерсальные скаты обитают у берегов Мозамбика и ЮАР. Встречаются на внешнем крае континентального шельфа и в верхней части материкового склона на глубине от 253 до 761 м.

## Описание
Широкие и плоские грудные плавники этих скатов образуют ромбический диск с треугольным удлинённым  рылом и заострёнными краями. На вентральной стороне диска расположены 5 жаберных щелей, ноздри и рот. На длинном хвосте имеются латеральные складки. У этих скатов 2 редуцированных спинных плавника и редуцированный хвостовой плавник. Заострённое рыло сильно вытянуто. Довольно толстый хвост короче диска, имеет треугольное сечение. Вентральная поверхность гладкая. Имеются шипы в затылочной области. Диск окрашен в ровный серый цвет. Область чувствительных пор на вентральной стороне чёрная. Максимальная зарегистрированная длина 90 см.

## Биология
Подобно прочим ромбовым эти скаты откладывают яйца, заключённые в жёсткую роговую капсулу с выступами на концах. Эмбрионы питаются исключительно желтком. 

## Взаимодействие с человеком
Попадаются в качестве прилова при промысле тралами и ярусами. Данных для оценки Международным союзом охраны природы охранного статуса вида недостаточно.